# Трофимова, Марианна Казимировна
Мариа́нна Казими́ровна Трофи́мова (урождённая Узунова; 9 июня 1926, Ялта, Крымская АССР, РСФСР, СССР — 12 февраля 2016, Москва, Российская Федерация) — советский и российский историк и коптолог, специалист по раннему христианству и гностицизму. Доктор исторических наук, ведущий научный сотрудник Института мировой культуры МГУ имени М. В. Ломоносова. Перевела и дополнила «Введение в коптскую грамматику» Д. Пламли. Наибольшую известность получили её труды, посвящённые коптским гностическим текстам. Главный труд — «Историко-философские вопросы гностицизма».

## Биография
Родилась 9 июня 1926 года в Ялте.
В 1949 году окончила исторический факультет МГУ имени М. В. Ломоносова по кафедре истории древнего мира.
В 1957 году принята на работу в Институт истории АН СССР (ныне Институт всеобщей истории РАН), где проработала до 2006 года.
В 1964 году защитила кандидатскую диссертацию на тему «Формы экономических связей в раннеэллинистический период». В 1999 году докторскую на тему «Гностицизм как историко-культурная проблема в свете коптских текстов из Наг Хаммади».
Похоронена на московском армянском кладбище в семейную могилу вместе со вторым мужем, археологом и историком науки А. А. Формозовым.

## Научная деятельность
Свою научную деятельность начала с изучения вопросов, касающихся истории эллинизма. Затем изучала вопрос рабства и христианства, используя тексты Нового Завета.
В 1960-е годы стала заниматься изучением гностицизма, христианской апокрифики и коптскими рукописями из Наг-Хаммади.
С начала 1990-х годов преподавала коптский язык в Свято-Тихоновском богословском институте на филологическом факультете (Семитские языки и древняя восточно-христианская письменность), в МГУ на философском факультете и в Институте мировой культуры.
В своём главном сочинении «Историко-философские вопросы гностицизма» реконструировала гностические мировоззрения на основе наг-хаммадийских рукописей, отмечая кардинальное различие раннего христианства и существовавшего в то время гностицизма.
На протяжении многих лет являлась членом редакционной коллегии и редакционного совета журнала «Вестник древней истории». Участвовала в работе ряда международных конгрессов по истории древнего мира. Работала в Париже по стипендии Maison des sciences de l’homme.
В 2010-е годы занималась проблемами гностицизма в разных её аспектах. Готовила к изданию собрание прошлых своих работ, связанных с коптскими гностическими текстами из Наг-Хаммади, а также свой полный перевод «Пистис Софии».

## Научные труды

### Монографии
- Трофимова, М. К. Историко-философские вопросы гностицизма (Наг-Хаммади, II, соч. 2, 3, 6, 7).  / Отв. ред. М. А. Коростовцев. — М.: Наука, ГРВЛ, 1979. — 215 с.

### Статьи
- Трофимова М. К. Из истории эллинистической экономики (К вопросу о торговой конкуренции Боспора и Египта в III веке до н. э.) // Вестник древней истории. — 1961. — №
- Трофимова М. К. Пиратство в Восточном Средиземноморье в III в. до н. э. (К изучению источников форм зависимости в эллинистический период). // Зельин К. К. , Трофимова М. К.. Формы зависимости в Восточном Средиземноморье эллинистического периода. — М.: «Наука», 1969. — (Исследования по истории рабства в античном мире).
- Трофимова М. К. Христианство и рабство (по данным новозаветной литературы). // Штаерман Е. М., Трофимова М. К.. Рабовладельческие отношения в ранней Римской империи (Италия). В серии: Исследования по истории рабства в античном мире. — М.: «Наука», 1971.
- Трофимова М. К. Гностические апокрифы из Наг-Хаммади. // Апокрифы древних христиан. Исследования, тексты, комментарии: И. С. Свенцицкая, М. К. Трофимова. — М.: «Мысль», 1989.
- Трофимова М. К. Из истории ключевой темы гностических текстов // АН СССР. Ин. слав. и балк. Ин. языкозн. Палеобалканистика и античность. Сб. науч. трудов. — М. «Наука». 1989
- Трофимова М. К. Гром. Совершенный Ум (Наг- Хаммади, VI, 2) // Труды по знаковым системам. Вып. 23. Учёные записки Тартуского университета. — вып. 855. Тарту. — 1989.
- Трофимова М. К. Эллинистические утопии. // Эллинизм. Восток и Запад. — М. «Наука». 1992.
- Трофимова М. К. К вопросу о гностической тайне // Религии мира. История и современность. Ежегодник. 1989—1990. — М.: «Наука», 1993.
- Трофимова М. К. Четвёртая книга «Пистис Софии». Вступительная статья, перевод с коптского, примечания и послесловие // Вестник древней истории. — 1999. — № 4; 2000. — № 1.
- Трофимова М. К. Гностическая экзегеза псалмов Давида и од Соломона («Пистис София», гл. 29-82) // Colloquia classica et indogermanica. III. Классическая филология и индоевропейское языкознание. — СПб. «Наука», 2002.
- Трофимова М. К. Древние гностические тексты. // Апокрифы древних христиан. Перевод и исследование: И. С. Свенцицкая, М. К. Трофимова. — М.: «Сфера», 2004.
- Трофимова, М. К. Понятие «варвары» в коптских гностических текстах // Античная цивилизация и варвары. — М.: «Наука», 2006.
- Трофимова, М. К. Древний гнозис и размышления Марселя Пруста о художественном творчестве // Текст и комментарий. — М.: «Наука», 2006.

## Публицистика
- Свенцицкая И. С., Трофимова М. К. Пираты книжного рынка // НГ-Религии от 16.10.2002.